# دادلیویل (آلاباما)
دادلیویل (به انگلیسی: Dudleyville) یک منطقهٔ مسکونی در ایالات متحده آمریکا است که در آلاباما واقع شده‌است. دادلیویل ۲۲۵٫۸۶ متر بالاتر از سطح دریا واقع شده‌است.